# Амурский переулок
Аму́рский переу́лок (название с 1985 года) — переулок в Восточном административном округе города Москвы на территории района Гольяново. Соединяет Щёлковское шоссе и Амурскую улицу.

## Происхождение названия
Назван в 1985 году по Амурской улице, к началу которой он примыкает.

## Здания и сооружения
По нечётной стороне:
По чётной стороне:

## Транспорт
- Станции метро:
  - «Черкизовская»
- «Черкизово» — железнодорожная станция Малого кольца Московской железной дороги.